# ダイムラー・トラックス・ノース・アメリカ
ダイムラー・トラックス・ノース・アメリカ（英語:Daimler Trucks North America LLC）は、ドイツのダイムラー・トラックが所有する北米の商用車メーカー。以前はフレイトライナー・コーポレーション（Freightliner Corporation）であった。
アメリカ合衆国、オレゴン州ポートランドに本社を構える。

## 歴史
1981年、ダイムラー・ベンツAGがフレイトライナーの所有者であるコンソリデイデッド・フリートウェイズ（Consolidated Freightways）から買収。コンソリデイデッド・フリートウェイズが培ってきた技術リソースによって、次の10年間で自動車販売台数は2倍に増えており、1992年に北米でのトラック販売で首位に立った。また、1995年にはオシュコシュ・コーポレーションのシャーシ部門を買収し、社名をフレイトライナー・カスタム・シャーシス・コーポレーションに変更。同年、財政難に陥っていた消防車メーカーアメリカン・ラフランスを買収。1997年にはフォード・モーター・カンパニーの大型自動車部門の買収しており、その後スターリングブランドを立ち上げている。1998年にはスクールバスメーカーであったトーマス・ビルト・バシーズを買収。2000年にはウェスタン・スターを買収し、ウニモグ・ノースアメリカを設立した。
のちにアメリカン・ラフランスブランドは他社へ売却され、スターリングブランドは2009年に廃止。2007年に親会社であるダイムラー・クライスラーがクライスラー部門を売却したことに伴い、ダイムラーAGに社名を変更。フレイトライナーLLCは、ダイムラー・トラックス・ノース・アメリカに社名を変更した。

## 保有ブランド
- アライアンス・パーツ[3]（Alliance Parts）- 本社:サウスカロライナ州、フォートミル

自動車部品製造業。アライアンス・パーツ・レーシングを擁し、NASCARに参戦している。
- デトロイト[4] - 本社:ミシガン州、デトロイト

ディーゼルエンジン、トランスミッション、車軸、電装部品の開発と製造を行う。
- フレイトライナー・トラックス[5] - 本社:サウスカロライナ州、フォートミル

クラス5-8（中～大型）のトラックの開発と製造を行う。北米でのシェアは第一位となる。
- フレイトライナー・カスタム・シャーシス・コーポレーション[6]（Freightliner Custom Chassis Corporation） - 本社:サウスカロライナ州、ガフニー

商用車と乗用車向けのシャーシ開発と製造を行う。
- セレックトラックス[7]（SelecTrucks） - 本社:サウスカロライナ州、フォートミル

トラック専門の中古車販売を行う。
- トーマス・ビルト・バシーズ[8]（Thomas Built Buses） - 本社:ノースカロライナ州、ハイポイント

スクールバスの開発と製造を行う。
- ウェスタン・スター・トラックス[9] - 本社:サウスカロライナ州、フォートミル

クラス8となる大型トラックと特殊自動車の開発と製造を行う。
- ダイムラー・トラックス・ファイナンシャル[10]（Daimler Truck Financial） - 本社:ミシガン州、ファーミントン・ヒルズ

車両購入に伴うローンやリースを扱う。メルセデス・ベンツ・ファイナンシャルグループ企業となる。
- エリート・サポート[11]（Elite Support） - 本社:ミシガン州、デトロイト

フレイトライナーとウェスタン・スター車両の整備全般を取り扱う自動車整備事業。